# Quốc kỳ Ukraina
Quốc kỳ Ukraina (tiếng Ukraina: Державний Прапор України) có tỉ lệ 2:3, gồm hai sọc ngang:
- Màu thanh thiên ở phía trên tượng trưng cho bầu trời.
- Màu vàng sẫm ở bên dưới tượng trưng cho những cánh đồng lúa mì.

## Lịch sử
Lá cờ này chính thức được thông qua làm quốc kỳ của Ukraina vào ngày 4 tháng 9 năm 1991, ngay trước khi Liên bang Xô viết sụp đổ một thời gian ngắn sau đó. Lá cờ này dựa trên lá cờ cũ của Cộng hòa Nhân dân Ukraina, một nước cộng hòa tồn tại ngắn ngủi trong thời gian 1917-1919.